# Adam Masina
Adam Masina, född 2 januari 1994, är en marockansk-italiensk fotbollsspelare som spelar för Torino, på lån från Udinese. Han representerar även Marockos landslag.

## Klubbkarriär
Masina värvades till Watford inför Premier League-säsongen 2018/19 och gjorde 14 ligamatcher under debutsäsongen för sin nya klubb.
Den 18 juli 2022 värvades Masina av Udinese, där han skrev på ett treårskontrakt. Den 1 februari 2024 lånades Masina ut till Torino.

## Landslagskarriär
Masina debuterade för det marockanska landslaget den 26 mars 2021 i en match mot Mauretanien.